# Derek Dodson
Sir Derek Sherborne Lindsell Dodson, KCMG, MC, DL (* 20. Januar 1920; † 22. November 2003) war ein britischer Diplomat, der unter anderem zwischen 1970 und 1973 Botschafter des Vereinigten Königreichs in Ungarn, von 1973 bis 1977 Botschafter in Brasilien sowie zwischen 1977 und 1980 Botschafter in der Türkei war. Er fungierte darüber hinaus zwischen 1981 und 1995 als Sondergesandter des Außenministers.

## Leben
Derek Sherborne Lindsell Dodson, Sohn des Arztes Charles Sherborne Dodson und dessen Ehefrau Irene Frances Lindsell, absolvierte nach dem Schulbesuch eine Offiziersausbildung am Royal Military College Sandhurst und wurde am 3. Juli 1939 als Second Lieutenant in das Linieninfanterieregiment Royal Scots Fusiliers übernommen. Im Lauf des Zweiten Weltkrieges wurde ihm der zeitlich befristete Dienstgrad eines Temporary Major sowie für seine militärischen Verdienste am 4. Oktober 1945 das Military Cross (MC) verliehen. Nach Kriegsende trat er in den Diplomatischen Dienst (Diplomatic Service) des Außenministeriums (Foreign Office) ein und wurde unter anderem am 10. Mai 1962 Konsul in Élisabethville, wobei er für seine Verdienste in dieser Funktion zum 8. Juni 1963 zum Companion des Order of St Michael and St George (CMG) ernannt wurde. Nach seiner Rückkehr übernahm er zwischen 1963 und 1966 im Außenministerium den Posten als Head of Central Department und damit als Leiter des Referats für die Beziehungen zu den Staaten in Mitteleuropa, einschließlich Deutschland, Frankreich und Niederlande. In dieser Zeit wurde er am 5. November 1964 rückwirkend zum 10. Mai 1962 zum diplomatischen Beamten des sechsten Grades (Officer of His Majesty's Foreign Service, Sixth Grade) befördert. Er war zwischen 1966 und 1970 als Botschaftsrat (Counsellor) an der Botschaft in Griechenland tätig und wurde als solcher am 3. Dezember 1966 auch zum Generalkonsul in Athen ernannt, wobei er in dieser Funktion zuständig für die Konsularangelegenheiten für die Regionen Epirus, Peloponnes, Euböa, Ionische Inseln, Kreta, Nördliche und Südliche Ägäis zuständig war.
Am 30. Januar 1970 wurde Dodson als Nachfolger von Guy Millard zum Botschafter des Vereinigten Königreichs in Ungarn ernannt und verblieb auf diesem Posten in Budapest bis zu seiner Ablösung durch Richard Wilson 1973. Er selbst löste am 9. September 1973 Sir David Hunt als Botschafter in Brasilien ab. Dieses diplomatische Amt in Brasília behielt er bis 1977 und wurde daraufhin von Sir Norman Statham abgelöst. Während seiner dortigen Verwendung wurde er für seine Verdienste zum 14. Juni 1975 als Knight Commander des Order of St Michael and St George (KCMG) nobilitiert, wodurch er fortan den Namenszusatz „Sir“ führte. Zuletzt übernahm er am 2. Juni 1977 von Sir Horace Phillips die Funktion als Botschafter in der Türkei und bekleidete diesen Posten in Ankara bis zu seinem Eintritt in den Ruhestand 1980, woraufhin Sir Peter Laurence ihm nachfolgte.
Auch nach seinem Eintritt in den Ruhestand verblieb Sir Derek Dodson dem Außenministerium verbunden und war zwischen 1981 und 1995 als Special Representative of Secretary of State for Foreign and Commonwealth Affairs als Sondergesandter für die damaligen Außenminister Peter Carington, 6. Baron Carrington (1981 bis 1982), Francis Pym (1982 bis 1983), Geoffrey Howe (1983 bis 1989), John Major (1989) und Douglas Hurd (1989 bis 1995) tätig.